# District Tsentralny (Sotsji)

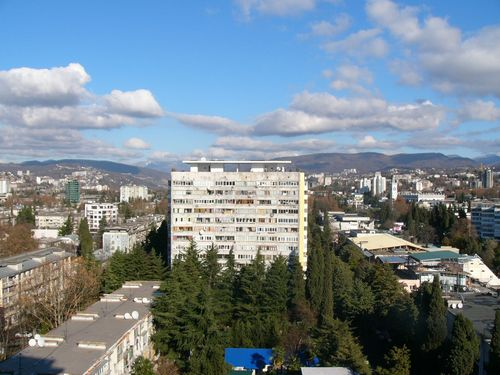
Stadsbeeld in het district

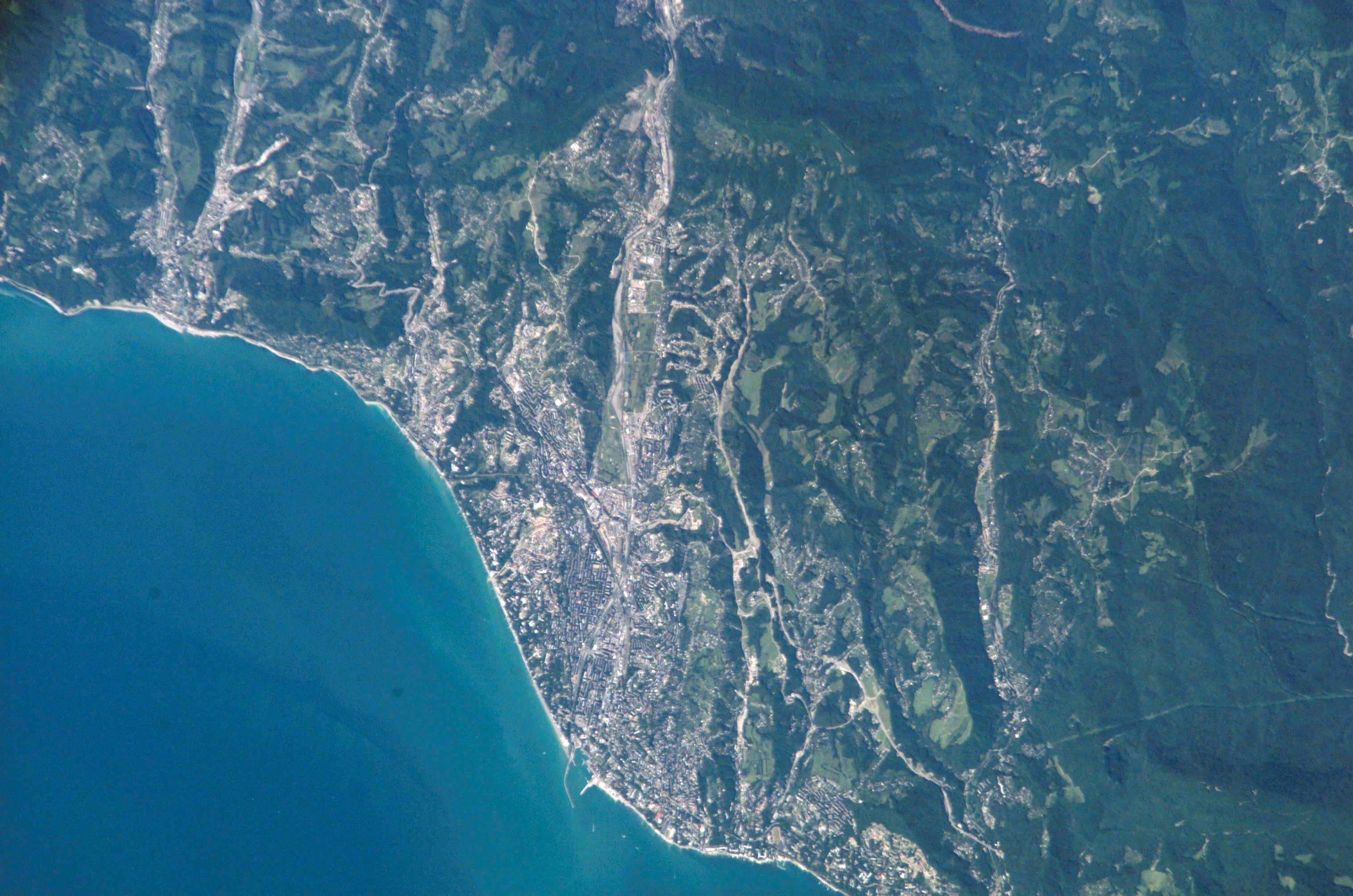
Satellietbeeld van het district

Het district Tsentralny (Russisch: Центральный район; [Tsentralny rajon]) is een van de vier bestuurlijke districten (rajon) van de Russische badplaats Sotsji in het zuiden van de kraj Krasnodar. Het district omvat het historische stadscentrum met uitzondering van het zuidelijke deel (Veresjtsjaginskaja Storona), dat onderdeel vormt van het district Chostinski. Het district grenst aan de districten Chostinski en Lazarevski. Het is het enige district dat geen grondgebied buiten de stad onder haar jurisdictie heeft. Met ruim 130.000 inwoners is het ook het district met het hoogste bevolkingsaantal.

## Microdistricten
Het district omvat 13 microdistricten (stadsblokken):
- Alpiejskaja (Альпийская)
- Bolnitsjny Gorodok (Больничный Городок)
- Donskaja (Донская)
- Gagarina (Гагарина)
- Mamajka (Мамайка)
- Nizjni Gorod (Нижний Город)
- Novy Sotsji (Новый Сочи)
- Pasetsjnaja (Пасечная)
- Troeda (Труда)
- Verchni Gorod (Верхний Город)
- Visjnjovaja (Вишнёвая)
- Zaretsjny (Заречный)
- Zavokzalny (Завокзальный)

## Zustersteden
- Nesebar (Bulgarije)